# Nephasoma diaphanes
Nephasoma diaphanes är en stjärnmaskart som först beskrevs av Gerould 1913.  Nephasoma diaphanes ingår i släktet Nephasoma och familjen Golfingiidae. Arten är reproducerande i Sverige.

## Underarter
Arten delas in i följande underarter:
- N. d. corrugatum
- N. d. diaphanes